# Hospital General San Felipe
El Hospital General San Felipe, es uno de los más antiguos y completos hospitales de la república de Honduras.

## Historia

### Antecedentes
En el siglo XIX, el Estado de Honduras, no contaba con un hospital propiamente dicho que brindara las atenciones médicas que el recién conformado estado y población necesitaban, es así como nació el proyecto de fundación de un centro asistencial. El proyecto de construcción del Hospital General San Felipe fue iniciado por el presidente José Santos Guardiola Bustillo quien en su segunda gestión emitió con fecha 31 de julio de 1861 un Decreto para la creación y organización de un Hospital en Honduras, además se aprobó un presupuesto de 2,740 Lempiras para su funcionamiento y mantenimiento, como el nombramiento de un primer Director, recayendo en el Licenciado Hipólito Martínez. Por razones políticas y contratiempos, unidos a los desacuerdos en el gobierno el proyecto se tuvo que abandonar, el presidente Guardiola fue asesinado en 1862 y el proyecto hospitalario fue pospuesto hasta su inauguración en 1882 durante la presidencia del Doctor Marco Aurelio Soto.
Previamente en 1869 estando en la presidencia del Estado, el capitán general don José María Medina y como colaborador el Doctor Pedro Francisco de La Rocha se dio prioridad al decreto emitido anteriormente por Guardiola y con fecha 20 de noviembre de ese mismo año, se integra una junta directiva para el Hospital, aunque unos años más tarde, en 1878 todos estos actos de buena fe acabaron mal. Honduras fue azotada por una epidemia de Cólera asiática y otra de fiebre amarilla, para ahondar más el asunto las rebeliones y batallas ideológicas contra los otros países centroamericanos acabaron dejando a Honduras en la más cruenta de las miserias.

### Construcción del edificio
Durante el mandato del doctor Marco Aurelio Soto se implementó una serie de proyectos viables para restaurar la educación, la sanidad, la economía, convirtiéndose así en una nueva república. El Hospital fue aprobado mediante Decreto en 1880, se adquirió un terreno de aproximados media manzana de extensión superficial (lugar que ocupa el Palacio de los Ministerios en Tegucigalpa) para la construcción del centro sanitario, el constructor a cargo fue el arquitecto Emilio Montesi, que dio forma al tan ansiado centro asistencial, la terminación del edificio en cuanto a repello y pintura se iniciaron el día 13 de noviembre de 1880, siempre bajo la dirección del arquitecto Montesi, las obras finalizaron dos años después, declarándose solemnemente inaugurado el día 27 de agosto de 1882.
Sus primeros médicos fueron los doctores Remigio Díaz, Eusebio Hernández y Carlos Bernhard. El 2 de abril de 1883 se nombró al doctor Bernhard como médico en propiedad y como cirujano al doctor Diego Robles, ganando un salario de 30 Pesos mensuales. En 1894 el doctor Miguel Ángel Ugarte asume la Dirección del Hospital y construye la primera
sala de operaciones y compra el primer microscopio.
En 1887 en la presidencia del general Luis Bográn se adquirió el primer aparato de rayos X, abriéndose así el departamento de radiología por el director del hospital de aquel entonces, Miguel Ángel Ugarte, siendo la primera máquina en funcionamiento en Centroamérica.
El edificio del hospital, ha visto con el paso del tiempo las sendas batallas realizadas en la capital y el paso de los heridos de guerra en los combates de la guerra civil de 1919, la guerra civil de 1924, así como de los constantes e inhumanos enfrentamientos fratricidas hondureños, a lo largo de la historia.
Para 1924 se reformó el edificio del Hospital y se modificó a Hospital General con categoría nacional, y en fecha 6 de junio de 1926 fue abierto nuevamente al público y rebautizado como Hospital General San Felipe, hasta el día de hoy. Contando con 285 camas, su primer director fue el doctor Manuel Guillermo Zúñiga.

## Atención
Especialidades
El Hospital General San Felipe realiza 255 mil atenciones directas, un millón y medio de atenciones de servicios a pacientes externos anualmente. Además 67 mil atenciones directas y 322 mil atenciones de servicios a pacientes internos.
Se atienden diariamente 1,500 pacientes en consulta externa.
Cuenta con el siguiente equipo:
- 288 Camas Hospitalarias
- 121 Camas Asilo de Inválidos

### Sala de maternidad
La sala de Maternidad fue creada en el año 2000 y atiende diariamente a 45 pacientes diarios en promedio 20 partos al día  y dan a luz 800 hondureñas al mes. El cobro es de 600 Lempiras por parto normal y 1100 Lempiras por cesáreas.

## Organización
Su actual director es el doctor Nelson Alexander Sánchez Paz, médico general, que dio inicio a su función en enero de 2024.

## Personal
El Hospital General San Felipe cuenta con 1046 empleados distribuidos de la siguiente forma:
- 146 Médicos
- 5 Odontólogos
- 67 Enfermeras Profesionales
- 300 Auxiliares de Enfermería
- 62 Técnicos
- 466 personal administrativo.[5]

## Presupuesto
Su presupuesto es de 500 millones de Lempiras anuales, los que son utilizados en pagos de salarios, creación de nuevas salas y compra de equipos y medicamentos.